# Eva Ramstedt
Pour les articles homonymes, voir Ramstedt.
Eva Julia Augusta Ramstedt, née le 15 septembre 1879 à Stockholm, et morte le 11 septembre 1974, dans la même ville, est une physicienne suédoise.

## Biographie
Eva Ramstedtle est la fille de Johan Ramstedt et de Henrika Torén. Son père est gouverneur général et est, durant quelques mois, Premier ministre en 1905.
Elle fait ses études à l'université d'Uppsala, où elle obtient son baccalauréat en philosophie en 1904, un master en 1908 et son doctorat, avec une thèse sur les propriétés des liquides, en 1910. Durant ses études, elle est membre de la Uppsala kvinnliga studentförening, une association d'étudiantes. Elle est membre fondatrice de la Association suédoise des femmes diplômées des universités qui obtiennent la modification de la constitution en 1909 et 1911, en faveur des femmes universitaires.
Elle passe l'année universitaire 1910-1911 à l'université de Paris, où elle travaille avec Marie Curie, qui reçoit en 1911 le prix Nobel de chimie.
Ramstedt est professeure adjointe par intérim à l'Institut Nobel de chimie physique (1913-1914), maître de conférences de radiologie à l'université de Stockholm (1915-1932), maître de conférences en mathématiques et physique à la Folk High School de Stockholm (1919-1945) et au laboratoire de physique de l'université de Stockholm (1927-1928). Elle publie un ouvrage avec la chimiste norvégienne Ellen Gleditsch intitulé Radium och radioaktiva processor (1917).
En 1920, elle est nommée vice-présidente du conseil d'administration du collège d'économie domestique de Stockholm et en a été la présidente en 1930-1939. Elle est secrétaire de la New Idun Society (1921-1937), vice-présidente de l'Association suédoise des femmes diplômées des universités (1922-1930) et en 1920 devient présidente de son comité international.
En 1942, elle reçoit la médaille Illis quorum.

## Publications
- Radium och radioaktiva processer (1917), avec Ellen Gleditsch (Compte rendu de Naima Sahlbom dans Svensk Kemisk Tidskrift (1917))
- Marie Curie och radium (1932)